# 南昆士蘭下美鮨
南昆士蘭下美鮨，為輻鰭魚綱鱸形目鱸亞目鮨科的其中一種，分布於澳洲昆士蘭海域，棲息深度可達129-137公尺，體長可達46.5公分，為底棲性魚類，屬肉食性，生活習性不明。

## 擴展閱讀
維基物種上的相關：南昆士蘭下美鮨